# 毀容

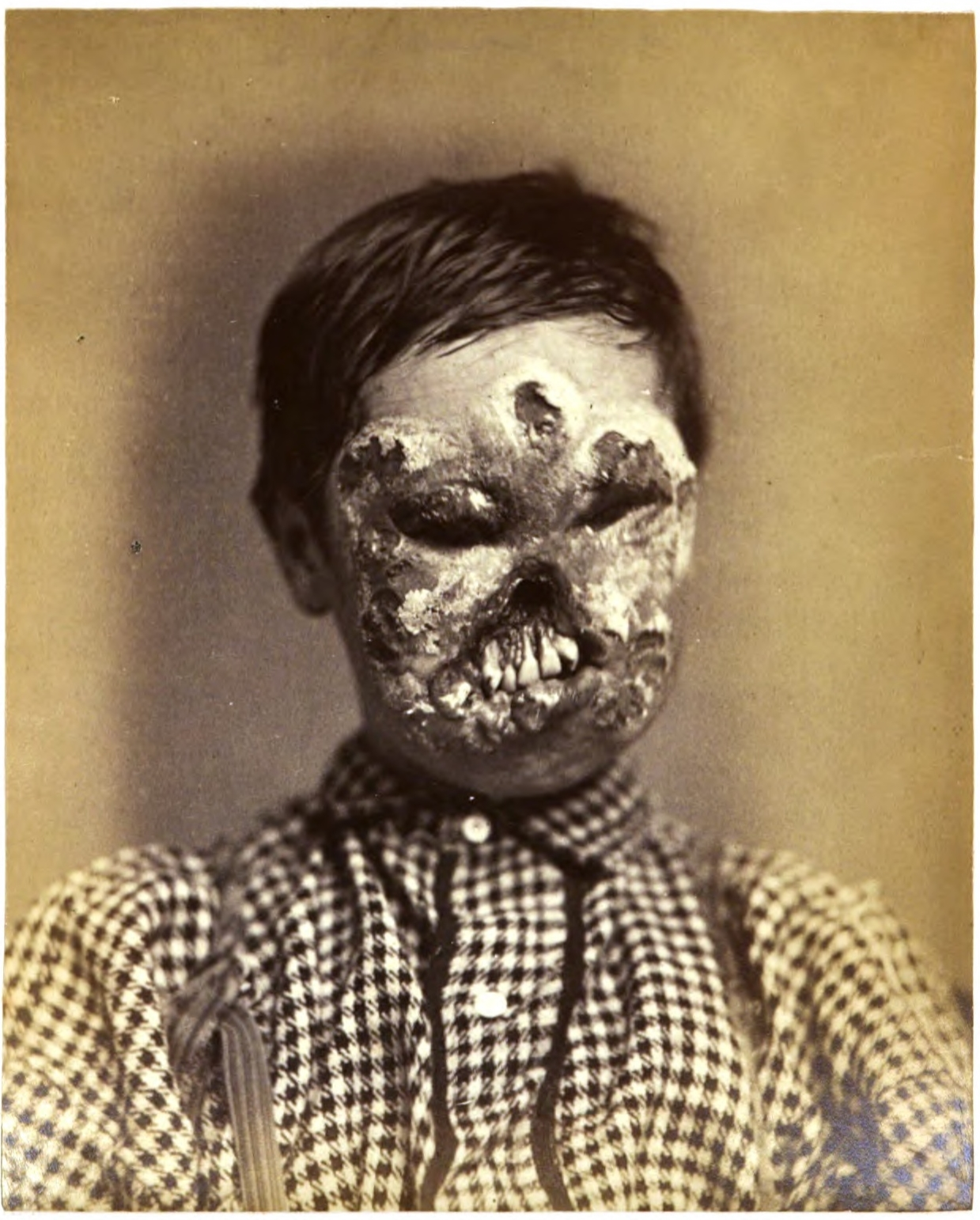
梅毒引起的毁容

毁容是指一个人的外表受到严重的伤害，例如疾病、先天性障碍會引起外表受傷或出現伤口。不同文化对毁容的态度差异很大，由於毁容者往往會被污名化，以及一般人不太會信任和尊重毀容者，并且常常试图避免接触毀容者， 所以毀容者往往會有心理壓力，並有可能出現心理問題以及重性抑鬱疾患。